# Heliographa snyderi
Heliographa snyderi är en tvåvingeart som beskrevs av Guilherme A.M.Lopes och Márcia Souto Couri 1987. Heliographa snyderi ingår i släktet Heliographa och familjen husflugor.
Artens utbredningsområde är Colombia. Inga underarter finns listade i Catalogue of Life.